# Lancer du poids masculin aux championnats du monde d'athlétisme 2017
Pour un article plus général, voir Championnats du monde d'athlétisme 2017.
Navigation
Pékin 2015 Doha 2019
L'épreuve du lancer du poids masculin des championnats du monde de 2017 se déroule les 5 et 6 août 2017 dans le Stade olympique de Londres, au Royaume-Uni. Elle est remportée par le Néo-zélandais Tomas Walsh.

## Critères de qualification
Pour se qualifier pour les championnats, il faut avoir réalisé 20,50 m ou plus entre le 1er octobre 2016 et le 23 juillet 2017.

## Médaillés
| Or          | Argent     | Bronze      |
| ----------- | ---------- | ----------- |
| Tomas Walsh | Joe Kovacs | Stipe Žunić |

## Résultats

### Finale
| Rang               | Athlète           | Nationalité      | Essais | Essais | Essais | Essais | Essais | Essais | Marque |
| Rang               | Athlète           | Nationalité      | 1      | 2      | 3      | 4      | 5      | 6      | Marque |
| ------------------ | ----------------- | ---------------- | ------ | ------ | ------ | ------ | ------ | ------ | ------ |
| Médaille d'or      | Tomas Walsh       | Nouvelle-Zélande | 21,38  | 21,64  | 21,75  | 21,70  | 21,63  | 22,03  | 22,03  |
| Médaille d'argent  | Joe Kovacs        | États-Unis       | 21,48  | 20,88  | 21,66  | x      | 21,17  | x      | 21,66  |
| Médaille de bronze | Stipe Žunić       | Croatie          | 21,01  | 21,46  | 21,04  | 21,08  | x      | x      | 21,46  |
| 4                  | Tomáš Staněk      | Tchéquie         | 21,04  | 21,41  | x      | x      | x      | 20,99  | 21,41  |
| 5                  | Michał Haratyk    | Pologne          | 20,49  | 20,52  | 21,00  | 20,83  | 21,41  | 20,98  | 21,41  |
| 6                  | Ryan Crouser      | États-Unis       | 21,07  | 21,09  | x      | x      | 21,20  | 21,14  | 21,20  |
| 7                  | Ryan Whiting      | États-Unis       | 20,82  | x      | 20,66  | x      | x      | 21,09  | 21,09  |
| 8                  | Konrad Bukowiecki | Pologne          | x      | 20,65  | 20,89  | x      | x      | x      | 20,89  |
| 9                  | Jacko Gill        | Nouvelle-Zélande | 20,36  | 19,82  | 20,82  |        |        |        | 20,82  |
| 10                 | David Storl       | Allemagne        | x      | x      | 20,80  |        |        |        | 20,80  |
| 11                 | Darrell Hill      | États-Unis       | 20,79  | 20,56  | x      |        |        |        | 20,79  |
| 12                 | Andrei Gag        | Roumanie         | 19,96  | x      | x      |        |        |        | 19,96  |

### Qualifications
Qualification : 20,75 m (Q) ou les 12 meilleurs performeurs (q).
| Groupe | Nom                   | Nationalité                | Essai 1 | Essai 2 | Essai 3 | Marque | Notes |
| ------ | --------------------- | -------------------------- | ------- | ------- | ------- | ------ | ----- |
| A      | Tomas Walsh           | Nouvelle-Zélande           | 22,14   |         |         | 22,14  | Q, SB |
| B      | David Storl           | Allemagne                  | 21,41   |         |         | 21,41  | Q     |
| A      | Michał Haratyk        | Pologne                    | 21,27   |         |         | 21,27  | Q     |
| A      | Darrell Hill          | États-Unis                 | x       | x       | 21,11   | 21,11  | Q     |
| B      | Jacko Gill            | Nouvelle-Zélande           | 20,96   |         |         | 20,96  | Q     |
| B      | Ryan Crouser          | États-Unis                 | 20,90   |         |         | 20,90  | Q     |
| B      | Stipe Žunić           | Croatie                    | 20,86   |         |         | 20,86  | Q     |
| B      | Ryan Whiting          | États-Unis                 | 20,84   |         |         | 20,84  | Q     |
| B      | Tomáš Stanek          | République tchèque         | 20,76   |         |         | 20,76  | Q     |
| A      | Joe Kovacs            | États-Unis                 | 20,62   | 20,67   | x       | 20,67  | q     |
| A      | Andrei Gag            | Roumanie                   | 20,31   | x       | 20,61   | 20,61  | q, SB |
| B      | Konrad Bukowiecki     | Pologne                    | x       | 20,11   | 20,55   | 20,55  | q     |
| A      | Jakub Szyszkowski     | Pologne                    | 19,13   | 19,50   | 20,54   | 20,54  |       |
| A      | Filip Mihaljević      | Croatie                    | x       | x       | 20,33   | 20,33  |       |
| B      | Darlan Romani         | Brésil                     | x       | 20,21   | 19,91   | 20,21  |       |
| A      | Tim Nedow             | Canada                     | 19,66   | 20,09   | 20,03   | 20,09  |       |
| A      | Tsanko Arnaudov       | Portugal                   | 19,83   | 20,02   | 20,08   | 20,08  |       |
| A      | Ladislav Prášil       | République tchèque         | 20,04   | 19,76   | 19,92   | 20,04  |       |
| A      | O'Dayne Richards      | Jamaïque                   | x       | 19,84   | 19,95   | 19,95  |       |
| B      | Damien Birkinhead     | Australie                  | 19,90   | 19,79   | 19,50   | 19,90  |       |
| A      | Mesud Pezer           | Bosnie-Herzégovine         | x       | 19,51   | 19,88   | 19,88  |       |
| A      | Carlos Tobalina       | Espagne                    | 19,38   | 19,87   | x       | 19,87  |       |
| A      | Orazio Cremona        | Afrique du Sud             | 19,81   | 19,61   | 19,35   | 19,81  |       |
| A      | Franck Elemba         | République du Congo        | 19,18   | 19,74   | 19,40   | 19,74  |       |
| B      | Chukwuebuka Enekwechi | Nigeria                    | 19,27   | 19,70   | 19,72   | 19,72  |       |
| A      | Aleksandr Lesnoy      | Athlètes Neutres Autorisés | x       | 19,67   | x       | 19,67  |       |
| B      | Jaco Engelbrecht      | Afrique du Sud             | 18,62   | 19,59   | 19,56   | 19,59  |       |
| B      | Aliaksei Nichypar     | Biélorussie                | 19,39   | 19,54   | 19,41   | 19,54  |       |
| B      | Francisco Belo        | Portugal                   | 18,28   | 19,47   | x       | 19,47  |       |
| B      | Mostafa Amr Hassan    | Égypte                     | 19,23   | x       | 19,15   | 19,23  |       |
| B      | Bob Bertemes          | Luxembourg                 | x       | 18,93   | 19,10   | 19,10  |       |
| B      | Hamza Alić            | Bosnie-Herzégovine         | x       | 18,95   | x       | 18,95  |       |

#### Légende
Records et Performances
- AR : Record continental (area record)
- CR : Record des championnats (championship record)
- MR : Record du meeting (meet record)
- NR : Record national (national record)
- OR : Record olympique (olympic record)
- PR : Record paralympique (paralympic record)
- PB : Record personnel (personal best)
- SB : Meilleure performance personnelle de la saison (season's best)
- WL : Meilleure performance mondiale de l'année (world leader)
- WJR : Record du monde junior (world junior record)
- WR : Record du monde (world record)

Circonstances et Conditions
- DNF : N'a pas terminé (did not finish)
- DNS : N'a pas pris le départ (did not start)
- DQ : Disqualification (disqualification)
- NM : Aucun essai valable enregistré (No Mark)
- Q : Qualifié « directement » au prochain tour (ou à la prochaine compétition), lors d'une compétition majeure, grâce au classement ou à la réalisation des minima (automatic qualifier)
- q : Qualifié au prochain tour (ou à la prochaine compétition), lors d'une compétition majeure, grâce au repêchage ou à la réalisation de l'une des meilleures performances parmi celles des « non qualifiés directement » (grâce au meilleur temps ou à la meilleure distance par exemple) (secondary qualifier)